# Espai-temps esfèricament simètric
En física, els espai-temps esfèricament simètrics s'utilitzen habitualment per obtenir solucions analítiques i numèriques a les equacions de camp d'Einstein en presència de matèria o energia en moviment radial. Com que els espai-temps amb simetria esfèrica són per definició irrotacionals, no són models realistes de forats negres a la natura. Tanmateix, les seves mètriques són considerablement més simples que les dels espai-temps rotatius, cosa que les fa molt més fàcils d'analitzar.
Els models esfèricament simètrics no són del tot inapropiats: molts d'ells tenen diagrames de Penrose similars als dels espai-temps en rotació, i aquests solen tenir característiques qualitatives (com ara horitzons de Cauchy) que no es veuen afectades per la rotació. Una d'aquestes aplicacions és l'estudi de la inflació de massa deguda a corrents de matèria que cauen en contraposició a l'interior d'un forat negre.

## Definició formal
Un espai-temps esfèricament simètric és un espai-temps el grup d'isometria del qual conté un subgrup que és isomorf al grup de rotació SO(3) i les òrbites d'aquest grup són 2-esferes (esferes ordinàries de 2 dimensions en un espai euclidià de 3 dimensions). Les isometries s'interpreten aleshores com a rotacions i un espai-temps esfèricament simètric es descriu sovint com aquell la mètrica del qual és "invariant sota rotacions". La mètrica espai-temps indueix una mètrica a cada 2-esfera de l'òrbita (i aquesta mètrica induïda ha de ser un múltiple de la mètrica d'una 2-esfera). Convencionalment, la mètrica de la 2-esfera s'escriu en coordenades polars com a
{\displaystyle g_{\Omega }=d\theta ^{2}+\sin ^{2}\theta \,d\varphi ^{2}}
i per tant la mètrica completa inclou un terme proporcional a això.
La simetria esfèrica és una característica de moltes solucions de les equacions de camp de la relativitat general d'Einstein, especialment la solució de Schwarzschild i la solució de Reissner-Nordström. Un espai-temps esfèricament simètric es pot caracteritzar d'una altra manera, és a dir, utilitzant la noció de camps vectorials de Killing, que, en un sentit molt precís, preserven la mètrica. Les isometries a què es fa referència anteriorment són en realitat difeomorfismes de flux locals de camps vectorials de Killing i, per tant, generen aquests camps vectorials. Per a un espai-temps esfèricament simètric {\displaystyle M}, hi ha exactament 3 camps vectorials de Killing rotacionals. Dit d'una altra manera, la dimensió de l'àlgebra de Killing {\displaystyle K(M)} és 3; és a dir, {\displaystyle \dim K(M)=3}. En general, cap d'aquests és semblant al temps, ja que això implicaria un espai-temps estàtic.
Se sap (vegeu el teorema de Birkhoff) que qualsevol solució esfèricament simètrica de les equacions del camp del buit és necessàriament isomètrica a un subconjunt de la solució de Schwarzschild màximament estesa. Això significa que la regió exterior al voltant d'un objecte gravitatori esfèricament simètric ha de ser estàtica i asimptòticament plana.

## Mètriques esfèricament simètriques
Convencionalment, s'utilitzen coordenades esfèriques {\displaystyle x^{\mu }=(t,r,\theta ,\phi )}, per escriure la mètrica (l'element de línia). Són possibles diversos diagrames de coordenades; aquests inclouen:
- Coordenades de Schwarzschild
- Coordenades isotròpiques, en què els cons de llum són rodons i, per tant, útils per estudiar pols nul·les.
- Coordenades polars gaussianes, de vegades utilitzades per estudiar fluids perfectes estàtics amb simetria esfèrica.
- El radi circumferencial, que es mostra a continuació, és convenient per estudiar la inflació en massa.

## Mètrica del radi circumferencial
Una mètrica popular, utilitzada en l'estudi de la inflació massiva, és
{\displaystyle ds^{2}=g_{\mu \nu }dx^{\mu }dx^{\nu }=-{\frac {dt^{2}}{\alpha ^{2}}}+{\frac {1}{\beta _{r}^{2}}}\left(dr-\beta _{t}{\frac {dt}{\alpha }}\right)^{2}+r^{2}\,g(\Omega ).}
Aquí, {\displaystyle g(\Omega )} és la mètrica estàndard de la 2-esfera de radi unitari {\displaystyle \Omega =(\theta ,\phi )}. La coordenada radial {\displaystyle r} es defineix de manera que sigui el radi circumferencial, és a dir, de manera que la circumferència pròpia al radi {\displaystyle r} és {\displaystyle 2\pi r}. En aquesta elecció de coordenades, el paràmetre {\displaystyle \beta _{t}} es defineix de manera que {\displaystyle \beta _{t}=dr/d\tau } és la taxa de canvi pròpia del radi circumferencial (és a dir, on {\displaystyle \tau } és el moment adequat). El paràmetre {\displaystyle \beta _{r}} es pot interpretar com la derivada radial del radi circumferencial en un sistema de referència en caiguda lliure; això es fa explícit en el formalisme de la tètrada.

### Formalisme de la tetràda ortonormal
Tingueu en compte que la mètrica anterior s'escriu com una suma de quadrats i, per tant, es pot entendre com una codificació explícita d'un vierbein i, en particular, d'una tetràda ortonormal. És a dir, el tensor mètric es pot escriure com un retrocés de la mètrica de Minkowski {\displaystyle \eta _{ij}} :
{\displaystyle g_{\mu \nu }=\eta _{ij}\,e_{\;\mu }^{i}\,e_{\;\nu }^{j}}
on el {\displaystyle e_{\;\mu }^{i}} és la inversa de Vierbein. La convenció aquí i en el que segueix és que els índexs romans es refereixen al marc de referència tetràdic ortonormal pla, mentre que els índexs grecs es refereixen al marc de coordenades. La inversa de Vierbein es pot llegir directament a partir de la mètrica anterior com a
{\displaystyle e_{\;\mu }^{t}dx^{\mu }={\frac {dt}{\alpha }}}
{\displaystyle e_{\;\mu }^{r}dx^{\mu }={\frac {1}{\beta _{r}}}\left(dr-\beta _{t}{\frac {dt}{\alpha }}\right)}
{\displaystyle e_{\;\mu }^{\theta }dx^{\mu }=rd\theta }
{\displaystyle e_{\;\mu }^{\phi }dx^{\mu }=r\sin \theta d\phi }
on es va portar la signatura {\displaystyle (-+++)}. Escrit com a matriu, el vierbein invers és
{\displaystyle e_{\;\mu }^{i}={\begin{bmatrix}{\frac {1}{\alpha }}&0&0&0\\-{\frac {\beta _{t}}{\alpha \beta _{r}}}&{\frac {1}{\beta _{r}}}&0&0\\0&0&r&0\\0&0&0&r\sin \theta \\\end{bmatrix}}}
El mateix vierbein és la inversa (-transposa) del vierbein invers
{\displaystyle e_{i}^{\;\mu }={\begin{bmatrix}\alpha &\beta _{t}&0&0\\0&\beta _{r}&0&0\\0&0&{\frac {1}{r}}&0\\0&0&0&{\frac {1}{r\sin \theta }}\\\end{bmatrix}}}
És a dir, {\displaystyle (e_{\;\mu }^{i})^{T}e_{i}^{\;\nu }=e_{\mu }^{\;\;i}e_{i}^{\;\nu }=\delta _{\mu }^{\nu }} és la matriu d'identitat.

### Equacions d'Einstein
Un conjunt complet d'expressions per al tensor de Riemann, el tensor d'Einstein i l'escalar de curvatura de Weyl es pot trobar a Hamilton & Avelino. Les equacions d'Einstein esdevenen
{\displaystyle \nabla _{t}\beta _{t}=-{\frac {M}{r^{2}}}-4\pi rp}
{\displaystyle \nabla _{t}\beta _{r}=4\pi rf}
on {\displaystyle \nabla _{t}} és la derivada covariant del temps (i {\displaystyle \nabla } la connexió Levi-Civita), {\displaystyle p} la pressió radial ( no la pressió isotròpica!), i {\displaystyle f} el flux d'energia radial. La massa {\displaystyle M(r)} és la massa de Misner-Thorne o massa interior, donada per
{\displaystyle {\frac {2M}{r}}-1=\beta _{t}^{2}-\beta _{r}^{2}}
Com que aquestes equacions són efectivament bidimensionals, es poden resoldre sense una dificultat aclaparadora per a diverses suposicions sobre la naturalesa del material que cau (és a dir, per a la suposició d'un forat negre esfèricament simètric que està acumulant pols, gas, plasma o matèria fosca carregada o neutra, d'alta o baixa temperatura, és a dir, material amb diverses equacions d'estat).